# Montaigu-le-Blin
Montaigu-le-Blin település Franciaországban, Allier megyében. Lakosainak száma 301 fő (2022. január 1.). Montaigu-le-Blin Boucé, Cindré és Saint-Gérand-le-Puy községekkel határos.

## Népesség
A település népességének változása:
| Lakosok száma | 531  | 425  | 374  | 308  | 314  | 309  | 302  | 297  | 298  | 301  |
|               | 1968 | 1982 | 1990 | 2006 | 2013 | 2015 | 2017 | 2019 | 2020 | 2022 |